# جایزه ایکس‌بیز
جایزه ایکس‌بیز (به انگلیسی: XBIZ Award) یک جایزه آمریکایی در صنعت پورن است. جوایز ایکس‌بیز سالانه به افتخار «افراد، شرکت‌ها، سازندگان و محصولاتی» که نقش مهمی در رشد و موفقیت فیلم پورنو دارند، اهدا می‌شوند و توسط Alec Helmy، ناشر و بنیانگذار ایکس‌بیز، به‌عنوان متولد شده از تمایل صنعت برای یک اتفاق جشنواره‌ای که نه تنها تمام جنبه‌های کسب و کار را شامل می‌شود، بلکه کسی که آن را در یک سبک حرفه‌ای ارائه می‌دهد به کلاس آن افتخار می‌کند.